# Anatoli Serov
Anatoli Konstantínovich Serov (en ruso: Анатолий Константинович Серов; 20 de marzojul./ 2 de abril de 1910greg. - 11 de mayo de 1939) fue un as de la aviación de la Unión Soviética. Participó en la Guerra civil española junto al bando republicano, contabilizando dieciséis derribos a los mandos de un Polikarpov I-15. Regresó a la Unión Soviética en 1938 donde fue galardonado con el título de Héroe de la Unión Soviética, murió apenas un año después debido un accidente de aviación mientras realizaba un vuelo de entrenamiento.

## Biografía
Anatoli Serov nació el 2 de abril de 1910 en la ciudad minera (asentamiento de tipo urbano) de Vorontsovka en la gobernación de Perm (Imperio ruso). Después de mudarse a la ciudad de Bogoslovsk en 1918, completó su cuarto grado en la escuela local en 1923. Luego se fue a vivir a Turyinsky antes de mudarse a Nadezhdinsk (óblast de Sverdlovsk), donde trabajó como obrero siderúrgico y se graduó en la escuela de aprendices de fábrica en 1929.

### Carrera en la aviación
En julio de 1929, se alistó en las filas del Ejército Rojo y casi un año después, en junio de 1930, se graduó de la Escuela Teórica de Pilotos y Técnicos de Aviación de Volskaya, luego asistió a la Escuela de Pilotos de Aviación Militar de Orenburgo, donde se graduó en diciembre de 1931. Fue luego asignado al 1.er Escuadrón de Cazas en la ciudad de Krasnogvardisk en el Distrito Militar de Leningrado, y desde agosto de 1933 hasta octubre de 1935 sirvió en el 20.º Escuadrón de Cazas en Jabárovsk. Desde entonces y hasta mayo de 1936 se entrenó en la Academia de la Fuerza Aérea Zhukovsky en Moscú, después de lo cual trabajó durante un año como piloto de pruebas en el Instituto de Investigación y Desarrollo de la Fuerza Aérea, donde voló versiones modificadas de los aviones de combate I-15 e I-16.

#### Guerra civil española
Poco después de llegar a España en junio de 1937 como comandante de vuelo en un grupo de aviación de combate, Serov se convirtió en uno de los primeros pilotos soviéticos en participar en un combate aéreo nocturno después de una incursión con Mjaíl Yakushin. En enero de 1938, regresó a la URSS, para entonces había totalizado 150 salidas de combate y se le había acreditado ocho victorias aéreas en solitario, incluida una nocturna. Otras fuentes elevan esta cifra hasta las dieciséis victorias aéreas.

#### Posguerra
Poco después de recibir el título de Héroe de la Unión Soviética, el 2 de marzo de 1938, por sus acciones en España, se convirtió en jefe de la inspección principal de vuelo y en abril de 1939 se graduó en los cursos avanzados para comandantes de la Academia Militar de Estado Mayor de las Fuerzas Armadas de la Unión Soviética.
Serov murió el 11 de mayo de 1939, durante un vuelo de entrenamiento con Polina Osipenko en un UTI-4 (versión biplaza en tándem para entrenamiento del caza Polikarpov I-16) mientras realizaban una serie de acrobacias aéreas, el avión entró en pérdida y se estrelló a pesar de que Serov estuvo a punto de recuperar el control del avión. Se desconocen las causas exactas del accidente, pero se suponía que los pilotos debían realizar la maniobra que los condujo a una altitud de 1000 metros, no a la altitud mucho más baja de 500 metros a la que se encontraban durante el vuelo, lo que les hubiera dado más espacio para recuperarse en caso de que ocurriera ese problema.

## Condecoraciones

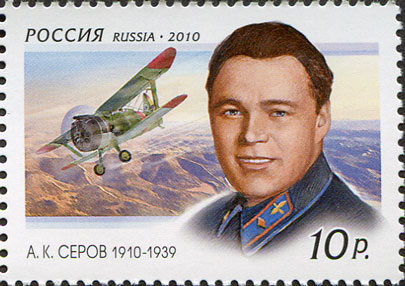
Sello de correos ruso de 2010 emitido en conmemoración del centenario de su nacimiento.

|  | Héroe de la Unión Soviética (2 de marzo de 1938)                                  |
|  | Orden de Lenin (2 de marzo de 1938)                                               |
|  | Orden de la Bandera Roja, dos veces (31 de julio de 1937 y 22 de octubre de 1937) |